# براقي
براقي مدينة وبلدية تابعة إقليميا إلى دائرة براقي ولاية الجزائر بالجزائر.

## الموقع
تقع بلدية براقي في ضواحي ولاية الجزائر على بعد 10 كلم جنوب شرق مركز العاصمة وعلى بعد 40 كلم شمال شرق مدينة البليدة، وهي من مدن سهل متيجة الخصب ولا يتعدى ارتفاعها عن سطح البحر 30 م، يحدها شمالا بلديةالحراش وبوروبة وجسر قسنطينة وواد السمار، وجنوبا بلدية سيدي موسى، وشرقا بلدية الكاليتوس وغربا بلدية عين النعجة وواد الكرمة وباب علي والسحاولة.
يمر علي شمالها الطريق السيار باب علي -دائرة الدار البيضاء ومن جنوبها كذالك يخترقها الطريق السيار شرق غرب زرالدة-
بودواو

## السكان
كانت تسمى منطقة براقي كما تروي كتب التاريخ الفرنسية * حوش براقي* الذي كان يضم حقول وبساتين بجوار حي لعائلة بن غازي وماتزال اسم هاته العائلة بما يعرف اليوم بحي بن غازي وكانت تقيم على ضفاف الواد الذي يعرف اليوم باسم (واد الحراش) وقد كان يحمل حينها الواد مياه عذبة الذي ينابع مائه من اعالي اودية جبال حمام ملوان والشريعة وبوقرة وواد واد جمعة وواد الاخرة من جبال صوحان والأربعاء التي تقع كلها في سلسة جبال الأطلس البليدي القريبة من المنطقة ثم يخترق ويقطع سهل متيجة حتي يصب بمنطقة الحراش والمحمدية بالجزائر العاصمة وكانت المنطقة تحمل طبيعة ساحرة وبساتين خضراء جميلة ويسكن في محيط المنطقة وعلى اطرافها بحقول متيجة بعض العائلات الأمازيغية
- وأثناء دخول المستعمر الفرنسي عمر *حوش براقي* المعمرون الفرنسيون والأوروبيون الذين جاؤو إلى المنطقة واسسوا الحي الجديدة واطلقوا عليه اسم "Recazin".
- كان "Recazin" أكبر المستثمرين الفرنسيين في المنطقة حيث كان يملك ما يقارب نصف أراضي حوش براقي وكان ويبيع أرضية ا إلى الوافدين الجدد وقد وصف المعمرون حينذاك براقي *باوسع حديقة في شمال افريقا* حيث كانت حديقة براقي تتمتد ليس فقط إلى مكانها الحالي بل إلى جل أحيائها المجاورة.
- عدد سكان ارتفع خلال العشريتين الاخيرتين حيث بلغ تعداد السكان حسب آخر إحصاء للبلدية بـ 116.375

## العمران

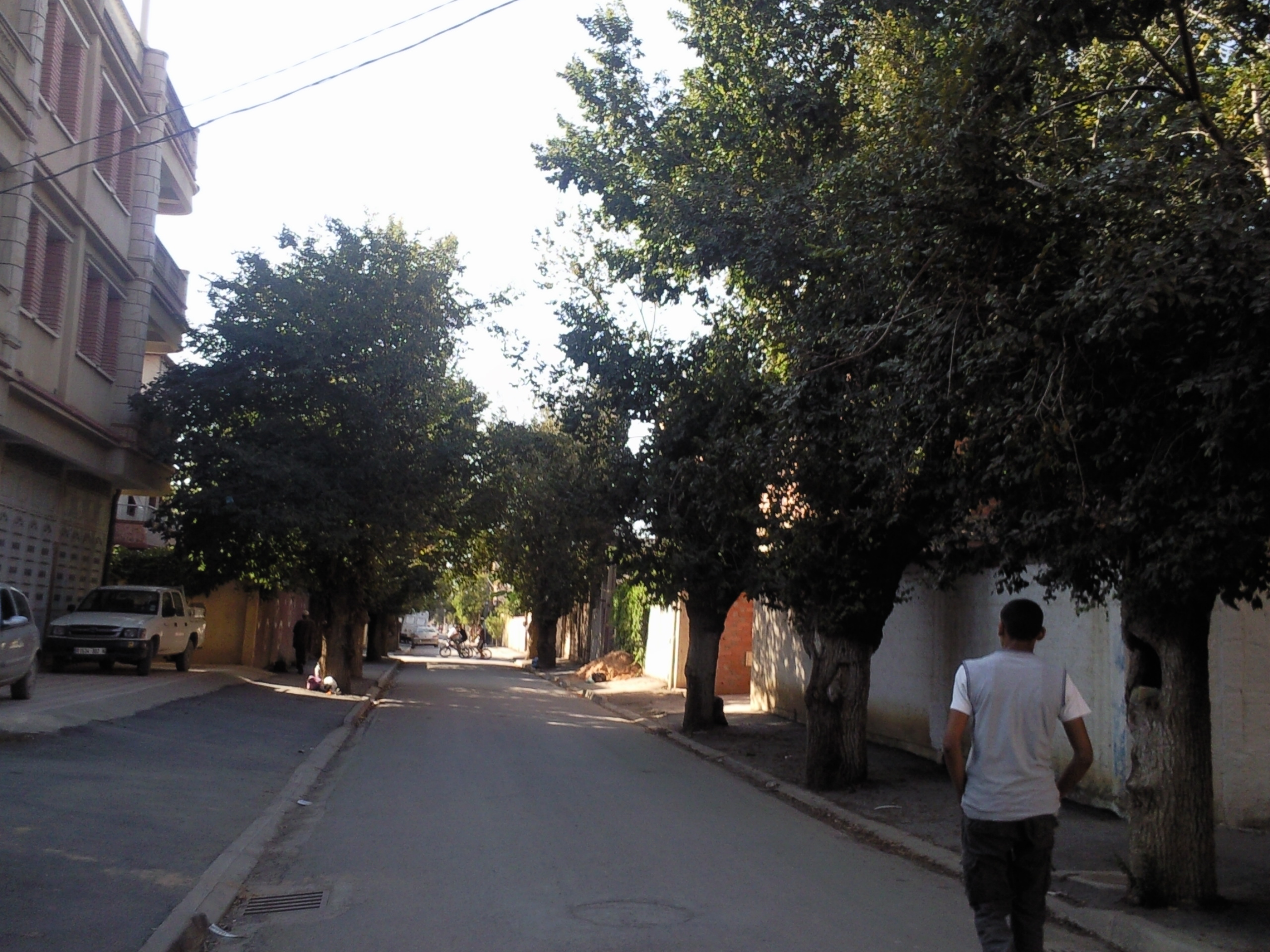
شارع قدور محمد بحي روكازان قرب حي السبايس براقي 2012

تتألف البلدية حاليا من عدة أحياء قديمة نسبيا وجديدة. منها حي ركازان وحي ديار البركة ويشكلان مركز الأحياء القديمة لمدينة لبراقي. وفي الشرق يقع حي بن غازي وبجانبه حي دلبوز وحي المرجة والمناصرية وحوش مريم. وفي الجنوب الغربي يوجد حي بن طلحة وحي 700 مسكن وحوش ميهوب، وفي الجنوب هناك حي 2004 مسكن وحي 13 هكتار وحوش الأميرات وحوش باندي.
ويمكن تحديد أهم الأحياء في مدينة براقي كالآتي:
- حي بن غازي وهو أول حي بالمنطقة وهو لقبيلة عربية كانت تسكن المنطقة قبل دخول الاحتلال الفرنسي.
- حي روكازان: حي فرنسي قديم إنشائه المعمرون الأوروبيون أثناء الاحتلال الفرنسي سنة 1940 للجزائر. ويحيط ب240 هكتار. وهي الآن مركز المدينة.
- حي ديار البركة: حي سكني قديم على شكل طراز معماري عربي بني خلال الفترة الإستعمارية سنة 1959 في إيطار مشروع ديغول مشروع قسنطينة والذي بناه الباشاغا بن قانة bachagha ben gana وكان يسمى الحي باسمه حين إنشائه وهو مبني على الطراز المعماري العربي في الجزائر.
- حي 2004 مسكن: مشروع سكني فتح سنة 1982 وتم إنشاؤه في إطار إسكان المواطنين ذوي الدخل المحدود وإعادة توطين سكان العاصمة المتضررين من زلزال الاصنام الذي ضرب الشلف والجزائر سنة 1981.

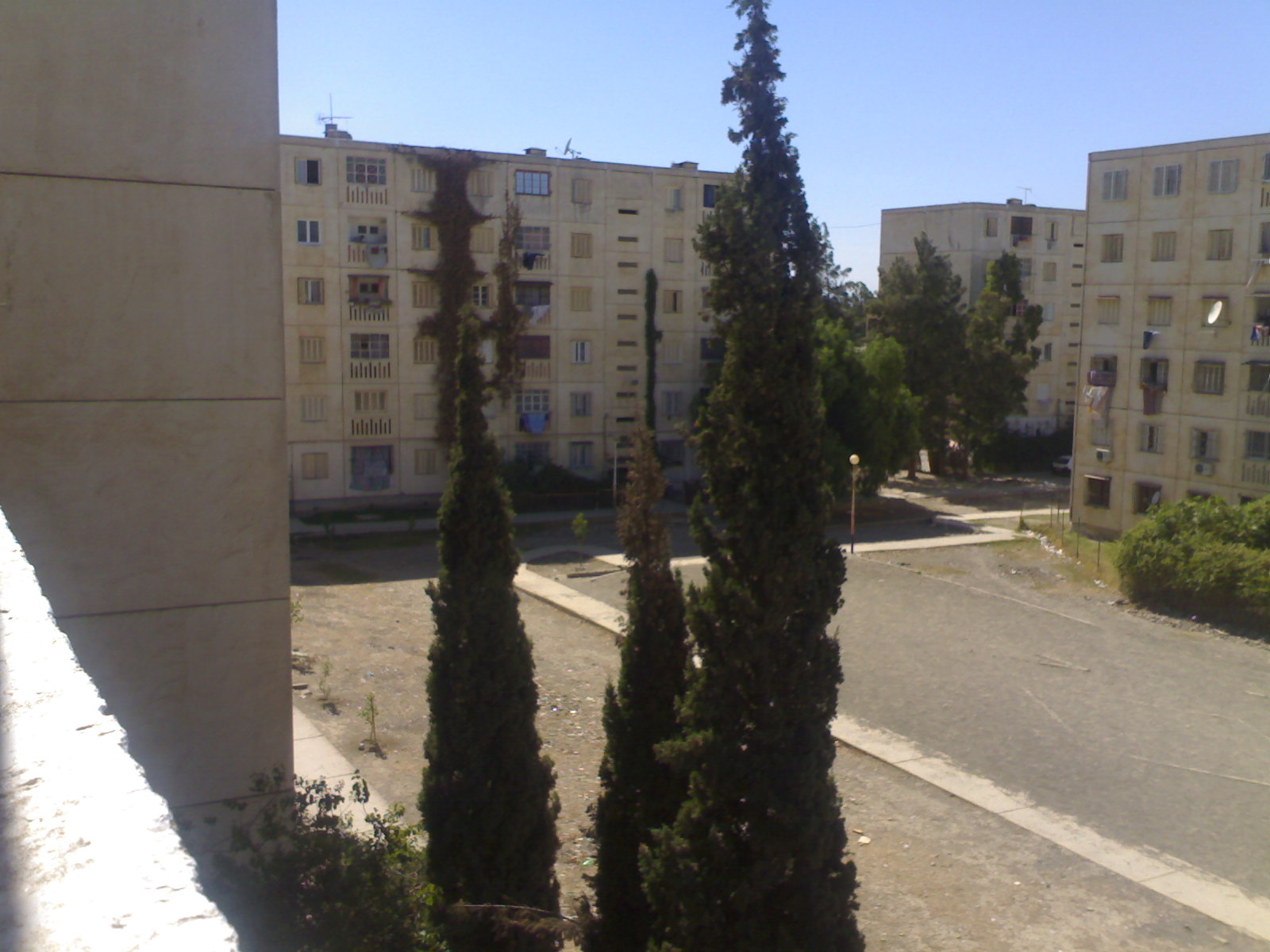
حي 2004 مسكن

- حي سليبة: كان يطلق عليه في الحقبة الإستعمارية Cité Raphanel.
- حوش ميهوب: كان موجودمنذ الحقبة الإستعمارية يتكون من حقول وبساتين وحي الغرورة.
- حي المرجة: كان موجودا منذ الحقبة الإستعمارية يتكون من حقول وبساتين.
- حوش مريم: كان موجودا منذ الحقبة الإستعمارية يتكون من حقول وبساتين.
- حوش الأميرات: كان موجودا منذ الحقبة الإستعمارية يتكون من حقول وبساتين.
- حي السبايس: كان موجود منذ الحقبة الإستعمارية وكان اهله معروفين بتربية الخيول آنذاك والسبايس تعني (فرقة العسكر الخيالة) في المصلحات العسكرية الجزائرية في العهد التركي.
- حوش عزيزة: كان موجودمنذ الحقبة الإستعمارية بجوار حي السبايس وحي 2004.
- حي براقي شرق (دلبوز).
- مناصرية.

## الوديان
يتضمن إقليم هذه البلدية العديد من الوديان منها:
- وادي الحراش

## النقل والمواصلات
بالنسبة للنقل، تتوفر البلدية على عدة خطوط نقل عمومية وخاصة:

### الخاصة
ويتراوح ثمن النقل من 10 دج إلى غاية 40 د.ج؛ وذلك حسب مسافة الرحلة، أهم الخطوط هي:
- براقي - بن عمر.
- براقي - الكاليتوس.
- براقي - الأربعاء.
- براقي - سيدي موسى.
- براقي - بن طلحة.
- براقي - بومعطي.
- براقي - ساحة 02 ماي.
- براقي - مسجد الرحمان.

### العمومية
لقد خصصت المؤسسة الوطنية للنقل الحضري عدة خطوط برية لنقل المسافرين من وإلى براقي، وسعر التذكرة يبتدئ من 30 دج. تتمثل هذه الخطوط في:
- براقي - بن عكنون
- براقي - بئر توتة
- براقي - الكاليتوس
- براقي - الحراش
- براقي - باش جراح

كما أيضا تتوفر أيضا مدينة براقي على مواقف لسيارات الأجرة، إضافة إلى ذلك يتم العمل على إنشاء خط ميترو (قطار الأنفاق) يربط مدينة براقي بخط ميترو مدينة عين النعجة، لتُكوِّن مع بعض خط نقل متكامل يربط مدن براقي، الحراش، عين النعجة والجزائر الوسطى وما جاورهم لتخفيف الزحام عن الطرق السريعة، حيث أنه من المزمع إنشاء ملعب براقي الدولي الذي يُـتوَقع منه أن يضاهي ملعب 05 جويلية الدولي.

## تاريخ

### براقي أثناء الإحتلال الفرنسي 1830-1870
- مدينة براقي في متيجة وجدت من قبل جيش الاحتلال الفرنسي مابين 1830-1870 ميلادية بجوار قرية لقبيلة عربية هي بن غازي بمنطقة سيدي أرزين كانت تسكن في منطقة خصبة على ضفاف الواد الذي هو حاليا واد الحراش.
- أثناء دخول الجيش الفرنسي إلى الجزائر وبداء انتشاره في ارضي الجزائر وعلى طريقه من الجزائر والحراش إلى احتلال منطقة البليدة وبوفاريك ولغرض تأمين مسالك جيشه وانتشاره وطرق الإمداد، ـ إنشاء ثكنته له في الجهة الغربية لقبيلة بن غازي على تلة صغيرة بضفاف واد الواد أيضا الذي كان يحمل خلالها مياه عذبة واسماك ويحوي طبيعة جميلة وخلابة.

براقي ومعركة الحراش 1831 معركة الحراش (1831)
معركة الحراش في جويلية 1831م شملت الأرجاء الشرقية المتاخمة لمدينة الجزائر في الحراش وسهل متيجة.

## المعركة
كان «علي ولد سي سعدي» سَبَّاقا إلى تنظيم المقاومة الشعبية الجزائرية ضد فرنسا في سهل متيجة وحول منطقة الحراش ابتداء من سنة 1831م · .
فقام «علي ولد سي سعدي» بتنظيم المقاومة في فصل ربيع سنة 1831م حيت تمردت قبائل سهل متيجة لتهاجم الثكنة العسكرية الفرنسية في الحراش بالإضافة إلى استهداف «المزرعة النموذجية» في منطقة بابا علي لوقوعهما على ضفة وادي الحراش.
ثم قام «زعيم قبيلة فليسة أومليل» في منطقة القبائل، المدعو «الحاج محمد بن زعموم»، بالاجتماع بالزعيم العاصمي «علي ولد سي سعدي» غير بعيد عن مدينة الجزائر في المكان المسمى «سيدي رزين» غير بعيد عن «مقبرة سيدي رزين» في المخرج الجنوبي لمدينة الحراش باتجاه براقي على الضفة الشرقية من وادي الحراش، وكان هذا الاجتماع يهدف إلى تنسيق عملية مقاومة جديدة ضد الجيش الفرنسي.
وكان «محمد بن زعموم» على رأس 4.000 جندي زواوي قد خيموا قرب وادي الحراش منذ أيام قليلة في انتظار التحاق أفواج عسكرية مقاومة من قبائل شرق متيجة، كما أن المقاومين في منطقة البليدة كانوا يتكفلون بتوفير الذخيرة والمؤونة للجنود الزواوة.
وكانت مجموعات زواوية تنطلق كل يوم من هذا المخيم الحراشي لنهب الممتلكات الاستيطانية الفرنسية المحيطة بوادي الحراش، ليتم تنظيم هجوم كبير بعد ذلك على «المزرعة النموذجية» في منطقة بابا علي بتاريخ 17 جويلية 1831م.
وكرد فعل فرنسي على هذا الهجوم الجزائري، قام «الجنرال بيرتيزين» الذي كان الحاكم والقائد العام للقوات المسلحة الفرنسية في الجزائر آنذاك بالتحرك الحثيث انطلاقا من مدينة الجزائر على رأس فيلق مكون من 3.000 جندي فرنسي واستطاع تفريق «مخيم سيدي رزين» بتاريخ 18 جويلية 1831م.
فتم إخماد الثورة في مهدها، لكن «محمد بن زعموم» مع جنوده من «قبيلة فليسة أومليل» استطاعوا الانسحاب نحو قراهم في منطقة القبائل آخذين معهم الحاج «علي ولد سي سعدي» الذي واصل منذ ذلك التاريخ من منطقة الزواوة مهمة تحريض السكان الجزائريين على مقاومة الاحتلال الفرنسي، ولكن بعيدا عن مدينة الجزائر.
وقد تنبهت سلطة الاحتلال الفرنسي بعد أحداث جويلية 1831م إلى أهمية منطقة الحراش المطلة على سهل متيجة، فتم تحصين هذا المدخل الشرقي للعاصمة من طرف القيادة العسكرية الفرنسية عبر تواجد كثيف وقوي للجنود والثكنات بشكل دائم في هذا الموقع لضمان الأمن على مشارف مدينة الجزائر
إلا أن الاعتبارات الصحية المتعلقة بتواجد مستنقعات كثيرة قرب وادي الحراش كانت عائقا كبيرا أمام تمركز الجيش الفرنسي هناك، مما عجل من حتمية اتخاذ قرار «تجفيف المستنقعات» المتواجدة مباشرة قرب «برج الحراش» للسماح بمكوث أطول لجنود الثكنة دون تعرضهم للإصابة بالأمراض المعدية.
فتم تكليف «جنود الثكنة الحراشية» بعملية «تجفيف المستنقعات» بمساعدة 500 جزائري تم انتدابهم من السكان المحيطين بوادي الحراش بالإضافة إلى 300 سجين مدني.
واستغرقت أشغال «تجفيف المستنقعات» أكثر من سبعة شهور من العمل الدؤوب من أجل الوصول إلى نتيجة مقبولة تحمي الفرنسيين من الأمراض المعدية والرطوبة الزائدة.

### براقي أثناءالحرب العالمية الأولى
أثناء الحرب العالمية الأولى حول الجيش الفرنسي تكنة براقي إلى قاعدة جوية لتدريب المظليين في سلاح الجوي الفرنسي وإنشاء فيها برج مراقبة ومدرج للطيران كانت أول قاعدة في تاريخ لسلاح الجو الفرنسي لتدريب المظليين بمنطقة براقي بالجزائر العاصمة. في 1 أبريل 1937 تم إنشاء أول فرقة المضليين الفرنسية (GIA) لسلاح الجو وقوات المضليين بمدينة براقي بالجزائر العاصمة.

### براقي سنوات الاربعنيات
بعد قدوم ودخول المعمرين إليها سكن المنطقة العديد من الاعراق والاجناس الأوروبية فيها بالإضافة للقبيلة العربية والعائلات العربية والأمازيغية المنتشرة على محيط المنطقة وكان فيها فرنسيون ويهود وبرتغالين وأسبان ومالطين وإيطالين وبعض المهاجرين المغاربة والتوانسة. إنشاء المعمرون حيهم الأوروبي المسمى حي روكازان Recazin نسبة لإسم أحد المعمرين الذي نزل في المنطقة وكان يملك الكثير من أراضيها ومزال إلى اليوم يحمل الحي المركزي اسمه وقد اشتغلوا جميعا مع أهل المنطقة في ميدان الزراعة والفلاحة وفي المنطقة الصناعية القديمة التي أنشأئها المتسعمر في محيط مدينة الحراش وحي جسر قسمطينة. وقد إنشاء المعمرون حين قدومهم الحي الجديد وحديقة الساحة ونصبوافي وسطها Square Central التي والذي مازال قائم إلى اليوم وتعد حديقته من إجمال الحدائق الجزائرية الموجودة عبر قطر الجزائر.
في الثلاثنيات والاربعنيات كانت كل منطقة براقي حي تابع إلى سيدي موسى وكلها مدمجة إلى منطقة القبة ومدينة الجزائر.

### براقي في الخمسنيات
التحق وشارك الكثير من أبنائها المسلمين بالثورة التحريربة في منطقة باب على وسحاولة الحراش وجسر قسنطينة وسيدي موسى وقامو بعمليات جريئة واحتضنوا الكثير من قيادات الثورة التحريرية وقد القي القبض على المجاهدة الكبيرة لويزة إيغيل أحريز رفقة مجاهدين كبار وهي مصابة بإحدى احواش المنطقة بعد وشاية من احدي العملاء حيث كان يتخفي فيها المجاهدون والفدائيون أثناء معركة الجزائر. في سنة 1958 تم إنشاء بلدية براقي وتم إدماجها المنطقة 10 مع دائرة الحراش وواد السمار ومدينة الجزائر.

### مظاهرات 11 ديسمبر 1960
شارك أبناء براقي في المظاهرات التي دعت إليها جبهة التحرير الوطني على سياسة ديغول والمعمرين معا وقد عرفت المنطقة مجزرة رهيبة خلالها على يد المعمرين ذهب فيها الكثير من أبناء المنطقة. قبيل الاستقلال تعرضت منطقة براقي لهجمات منظمة الجيش السري الفرنسي OAS وتصدي لها كل أبناء المنطقة. آخر جندي فرنسي غادر منطقة براقي كان في صيف 1964 بعد سنتين من الاستقلال كما كان متفق عليه في اتفاقيات ايفيان وانزل العلم الفرنسي منها حيث حول الجيش الفرنسي الثكنة أثناء حرب التحرير إلى مدرسة لتعليم السياقة العسكرية والنقل والإمداد العسكري وسلمت الثكنة بعد مغادرتهم وإنزال العلم إلى لجيش الوطني الشعبي.

### بعد الاستقلال
بعد الاستقلال بقية بلدية براقي تابعة للمنطقة 10 من مدينة الجزائر العاصمة ثم سنة 1977 الحقت بدائرة الحراش إلى غاية 1997 أصبحت براقي دائرة تضم ثلاثة بلديات وهي براقي وسيدي موسى والكاليتوس وفي سنة 1998 تم ترقيتها إلى مصاف ولاية منتدبة في محافظة الجزائري الكبرى وبعد قرار حل محافظة الجزائر الكبرى سنة 2000 حافظت بالحدود التي ورثتها عن التنظيم القديم إلى اليوم ويسيرها والي منتدب يعين من طرف رئيس الجمهورية.

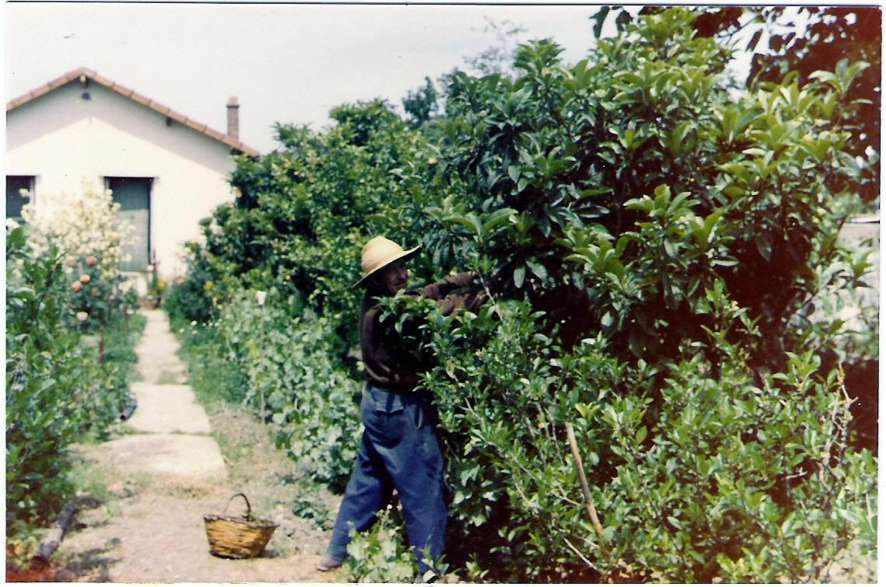
صور لحد المعمرين بيته ببراقي شهر مايو 1962

### الصناعة
تزخر مدينة براقي بثلاثة مناطق صناعية هامة في الاقتصاد الجزائري منطقة سيدي الرزين ومنطقة سليبة ومنطقة الأميرات حيث تحوي العديد من الشركات الوطنية والخاصة اهمها شركات تحويل الحليب ومشتقاته وصناعات المثلاجات وشركات إنتاج الكهرومنزلية شركات صناعة الاجر والرخام وشركات تحويل البلاستيك. ومنطقة سيدي الرزين: تحوي مركبات بترولية جزائرية اهمها شركة سوناطراك لنقل عبر الانابيب والمركب البترولي لشركة نفتاك الجزائر لتكرير البترول ومركب شركة نفطال لييع وتوزيع المحروقات ومشتقاتها. بالإضافة للديوان الجزائري للتطهير ومقره العام الاجتماعي والذي يعالج في وحدته ببراقي نفايات المياه القذرة ويعاد تجديدها ورسكلتها بتكنولوجية عالية جدا.

### التجارة
- وتزخر كذالك بتجار ملايس النساء والديكور وتجار الذهب حيث أصبحت سوق يومي هام لكثير من سكان المناطق المجاورة وسكان العاصمة.

وتحوي الكثير من الحرفين المتخصصين وسوق الخضر والفواكه وسطها من أهم أسواق العاصمة.

## الفلاحة
- نظر لاعتبار براقي امتداد لسهل متيجة الخصب حيث تتميز كغيرها من أراضي متيجة بزراعة الكثير من المزروعات اهمها
- الفواكه والحمضيات: أشهرها البرتقال والمندارين المعروفة باليوسوفي والليمون وفواكه التفاح والإجاص وفواكه الزعرور المعروفة بالمشيمية وكل أنواع العنب والكروم.
- حقول الفول والجلبانة والخضروات.
- تتوفر على الكثير من المشاتل للاشجار والفواكه.
- تتوفر على مشاتل الورد والزهور لتجميل والزينة.
- عدت ابار مائية للمياه العذبة حيث تتوفر على مياه جوفية عالية الحودة تسد جزء من احياجاتها واحياجات سكان العاصمة.
- توفر المنطقة على معهد فلاحي تابع لوزارة الفلاحة يهتم لتربية النباتات ومركز للإمداد للمبيدات الحشرية والفلاحية.

## التعليم
- المدينة بها أكثر من 13 مدرسة تتوزع على أحياء المدينة وهي:

مدرسة أحمد بلخوجة، مدرسة أحمد بن عتو، مدرسة حي 13 هكتار، مدرسة أبي ذر الغفاري، مدرسة مولود قاسم نايت بلقاسم، مدرسة 8 ماي 1945، مدرسة 18 فيفري، مدرسة 11 ديسمبر 1960، مدرسة مالك بن نبي.مدرسة أول نوفمبر بحي لا فلويد، المدرسة الجديدة بالمرجة، مدرسة رابح بن يحي بحي دلبوز، مدرسة العقيد عميروش.
- وبها 08 متوسطات وهي:

متوسطة اليرموك 01، متوسطة بوڨرة بشير، متوسطة المرجة، متوسطة ابن تيمية، متوسطة المرجة الشرقية، متوسطة بن غازي، متوسطة بن طلحة، متوسطة دويبي مدني.
- بالإضافة ل 4 ثانويات وهي:

ثانوية طارق بن زياد 01، ثانوية طارق بن زياد 02، ثانوية باحة مكاوي، ثانوية محمد طويلب بالمرجة، ثانوية أحمد حماني ببن طلحة.
ويناهز عدد طلبتها في الجامعات الجزائرية والمعاهد الجزائرية أكثر من 10000 طالب جامعي

## الرياضة

### D R B B
- يعتبر فريق كرة القدم لبراقي D R B B من أقدم الفرق الرياضية الجزائرية من حيث إنشائه سنوات الأربعنيات لكنه لم يتحصل على أي لقب محلى ولا وطنى وقد عرف اوج فترة نشاطه نهاية السبعنيات وبداية الثمانيات مع أبرز لاعبيه الذي كانوا ينشطون فيه امثال الحارس الكبير صالح كمال، والمهاجم رأس الدنيا. تم افل نجمه بعد غياب هاته النخبة.
- يشارك الفريق المحلي في البطولات الجهوي ويملك ملعب محلي لكرة القدم بعشب اصطناعي تستضيف فيه بطولة القسم الثاني

### فريق شباب براقي لكرة اليد
- تمتلك براقي فريق لكرة اليد من أفضل الفرق الوطنية وقاعة دولية لكرة اليد.

شباب براقي فريق صغير بطموحات كبيرة
تأسس النادي الرياضي لشباب براقي سنة 1978، وقد كانت سنة 2004 الانطلاقة الفعلية لشباب براقي الذي لعب في البطولة الولائية لفترة وجيزة ومنها بدأ في تحقيق الإنجازات، حيث حقق الصعود ثلاث مرات متتالية أوصلته في مرحلة قصيرة إلى القسم الممتاز، الذي سيكون من بين فرقه في بطولة الموسم القادم.
وقبل الوصول إلى هذا المستوى من المنافسة، لعب شباب براقي الأدوار الأولى في البطولة الولائية ونالت فئاته الصغرى عدة ألقاب وطنية ودورات جهوية.
ويولي شباب براقي أهمية كبيرة للتكوين الذي يعد ركيزته الأساسية، حيث تدرب أغلبية لاعبي فريق الأكابر ضمن الفئات الصغرى.
ويشرف على شباب براقي مسيرون متطوعون ومدربون ذوو شهادات عليا ويتشكل تعداده العام من 96 رياضي

### المركز التقني الوطني لكرة القدم
يعتبر المركز الفني الوطني بسيدي موسى للاتحادية الجزائرية لكرة القدم الواقع بمنطقة حوش مرحبة بين براقي وسيدي موسى وسط طبيعة ساحرة، والذي دشّنه رئيس الجمهورية عبد العزيز بوتفليقة، تحفة معمارية كانت الكرة المستديرة الوطنية في حاجة ماسة إليها منذ مدة طويلة. وأنشئ هذا الصرح الرياضي، تبعا لقرار رئيس الجمهورية عبد العزيز بوتفليقة شهر ديسمبر 2003 نظرا للحاجة الملحة التي تتطلبها المعايير الدولية لتكوين لاعبين شبان وبروز نخبة كروية قادرة على التمثيل المشرف للجزائر في المحافل الدولية. ويعود تاريخ مركز سيدي موسى إلى السنوات الأولى للإستقلال، حيث كان يقصده لاعبون مميزون، لما كانوا يلقبونه بـ«القصر» على غرار حسان لالماس، رشيد مخلوفي، مصطفى زيتوني، محمد معوش، سعيد عمارة والإخوة سوكان، وتم بعث المشروع سنة 2002 من قبل المدير الحالي لهذا المركز، حميد حداج، عندما وضعت «الفاف» مخططا لإعادة بناء كرة القدم الجزائرية التي أصبحت في حاجة إلى مرافق رياضية تتماشى والمقاييس الدولية، كي تمنح نفسا جديدا لهذه الرياضة في الجزائر التي كانت تعاني في ذلك الوقت. وأعيد ترميم «القصر»، المترامي الأطراف على أرضية تقدر بـ8ر5 هكتار، بعدما عانى الويلات خلال العشرية السوداء. وتتوسط هذا البناء المعماري الساحر مساحة أرضية تقدر بـ300 هكتار وتلتف حوله بساتين ومساحات خضراء تسرّ الناظرين.
- يتكون من فندقين فخمين وقاعة بيداغوجية بكامل المستلزمات

ويتوفر المركز أيضا على عدة مبانٍ للإيواء تضم ما بين 40 و 64 سريرا ومطعما بطاقة 120 مقعدا، ويسمى المركز الأول للإيواء بفندق «الأفناك» ويحوي 20 غرفة مزدوجة مخصصة للفريق الوطني الأول وقاعة للعبة البلياردو وألعاب ترفيهية للاعبين. أما مركز الإيواء الثاني فيشتمل على 64 سريرا مخصصا للمنتخبات الوطنية الشابة والمواهب الشابة، إضافة إلى الأكاديميين المتواجدين بالنظام الداخلي ويتابعون دروسا مخصصة تقدم لهم من قبل حوالي 20 أساتذا، ومبنى بيداغوجي ومكتبة وأربع قاعات للدراسة، ثلاث منها قادرة على استقطاب من 60 إلى 100 طالب بالإضافة إلى قاعة محاضرات.
- قسم العلاج والاسترجاع يتكون من أحدث التجهيزات الطبية

وتعتبر المتابعة الطبية للرياضيين الشبان أمرا ضروريا، ولهذا تم تزويد هذا المرفق التحضيري الكبير بمركز طبي رياضي، وهو يتكون من أحدث التجهيزات العالمية التي يعتمد عليها الطب الرياضي في إعادة تأهيل اللاعبين، هذا ويحتوي المركز الطبي على جهاز لإعادة تقوية عضلات الرياضي هي الوحيدة على المستوى الإفريقي، تقدر قيمتها حسب مسؤول المركز بـ 1.5 مليار سنتيم.
- أرضية معشوشبة طبيعيا بمقاييس دولية واثنتان بالعشب الصناعي

ويتكون مركز سيدي موسى من ملعبين لكرة القدم معشوشبين اصطناعيا، وأرضية ميدان من العشب الطبيعي في حالة جيدة، وقد نالت حسب مصادر قريبة من «الخضر» استحسان لاعبي المنتخب الوطني وحتى الطاقم الفني الذين أكدوا أنها أحسن من أرضيات موجودة في أوروبا، والتي تم تمويلها من قبل الاتحادية الدولية لكرة القدم «الفيفا» في إطار برنامجها التدعيمي.
- قاعتان لتقوية العضلات بمواصفات عالمية

ويضمّ المركز قاعتين لتقوية العضلات بمواصفات عالمية، تحتويان على حمام ساخن «صونا» وحوض مائي متطور (جاكوزي)، بالإضافة إلى تجهيزات عالمية تساعد اللاعب على التحضير الجيد للمواعيد الرسمية، وهو الأمر الذي استحسنه الناخب الوطني الذي أصر في كل مرة على التحضير بالمركز لما يوفره من سبل الراحة.

### الإتحاد الرياضي الهاوي لبراقي (U.S.B)
وهي جمعية رياضية يتواجد مقرها بالقاعة المتعددة الرياضات بوسط براقي، وتُعرف ب «الصالة الزرقة». يندرج تحتها عدة فروع؛ أهمها: الملاكمة، الأيكيدو، تنس الطاولة، الكونغ فو.
و تُشارك هاته النوادي دوريا في المنافسات الجهوية والولائية وغيرها، وينالون أحسن المراتب.

### ملعب براقي الدولي
- في سنة 2009 تم المصادقة على مشروع بناء مركب رياضي بملعب يتسع لأربعين ألف مقعد، أسدي المشروع للمجمع الصيني CRCEG وتقدر تكلفة بنائه ب 100 مليون يورو وتقدر فترة البناء المنصوصة ب 29 شهر، وفي حال تم المشروع سوف يصبح ملعب براقي الدولي ثاني أكبر ملعب في الجزائر بعد ملعب 5 جويلية بالعاصمة الجزائر

### فريق براقي للملاكمة
- أما في الرياضات الأخرى كذالك تمتلك فريق قوي في الملاكمة اعطت الكثير من الأسماء للفريق الوطني الجزائري اهمها البطل الوطني الجزائري قادوس زهير ساعد.

### فريق براقي لمصارعة الكانغ فو
- حقق فريقها في مصارعة الكانغ فو تتويجات وطنية كثيرة ومشاركات دولية رفقة الفريق الوطني الجزائري.
- كذالك في الجيدو نفس الشيء
- وتوجد قاعات رياضية في عدة مناطق ببراقي مفتوحة للنوادي الرياضية المتعددة ومنها الرياضات القتالية والجماعية.

## أماكن الراحة والترفيه
تحتوي مدينة براقي على عدد قليل من أماكن الترفيه، حيث توجد الحديقة العامة المسماة «ساحة الشهداء» حيث تتمركز بوسط المدينة «حي روكزان» وتحتوي على مبنى صغير يحوي أسماء شهداء مدينة براقي أثناء ثورة أول نوفمبر.

### الحدائق والملاعب الجوارية
يوجد كذلك عدة حدائق صغيرة متوزعة على مختلف أحياء البلدية، بالإضافة إلى توفر الملاعب الجوارية في أغلب الأحياء: ملعب دلبوز، ملعب بن غازي، ملعب حي 2004.

### الأسواق والمحلات التجارية
تتوفر بلدية براقي على أسواق جوارية تتوفر على أنواع مختلفة من اللحوم والفواكه والخضر، هناك أيضا أسواق خاصة بالملابس والأحذية لكن ممكن تجد أسواق الملابس مجاورة مع أسواق الخضر.
هناك أيضا أسواق أسبوعية بالجملة مخصصة لكل لبيع كل أنواع ألبسة النساء، وتقع هاته المحلات بحي دلبوز براقي شرق؛ وهناك سوق بوسط براقي أيضا لبيع ملابس النساء تُعرف محليا بـ «زنقة العرايس»، تحتوي على كل مستلزمات العروس خصوصا والنساء عموما.
وتتمركز محلات تجارية متنوعة تقدم كل الخدمات متمركزة على كل أحياء براقي، خاصة في وسط براقي.
كذلك لا ننسى ذكر المكتبة الجوارية «عبد القادر بلخوجة» والمركز الثقافي «مفدي زكرياء». وتجدر الإشارة إلى المركز التجاري «براقي مول - Baraki Mall» وأيضا إلى فندق الفرسان، بالإضافة إلى قاعات الحفلات والإطعام.

### الخدمات العمومية والخاصة
يوجد أيضا ببراقي كل الخدمات العمومية مثل: وكالة اتصالات الجزائر (Algérie Télécom)، وكالة سونلغاز (SONELGAZ) ووكالة سيال (SEAAL) بحي بن غازي بالقرب من مقبرة سيدي ارزين، وتوجد أخرى بحي ديار البركة. هناك أيضا فرعين لصندوق الضمان الاجتماعي CNAS؛ واحد بحي بن غازي والآخر بالقرب من مسجد الشهيد محمد بلعربي (منطقة سوبيماف)، إضافة إلى فرع آخر بحي المرجة يحتوي على كل الفروع الطبية والاشعاعات. وفي نفس المنطقة يوجد مركز متخصص لتعليم الأشخاص ذوي الاحتياجات الخاصة (الصم البكم).
يوجد مستوصفين في براقي؛ أهمها الواقع بالقرب من السوق البلدي، والثاني واقع بحي الميهوب. كما توجد عدة قاعات علاج متمركزة في كل أحياء براقي. إضافة إلى العيادات الخاصة والاطباء في كل التخصصات ومخابر تحليل الدم والاشعاعات.
تتوفر مدينة براقي على عدة بنوك ومراكز البريد (Algérie Poste)؛ مثل بنك الخليج AGB، بنك CPA، بنك BNA. فيما يخص مراكز البريد؛ فيوجد مركز رئيسي بوسط براقي، وفي كل حي من أحياء براقي يوجد فرع خاص بها. هناك أيضا مقر الضرائب بحي المرجة.

### الفروع البلدية
هناك أيضا عدة فروع بلدية تقريبا في كل أحياء براقي، ويوجد مقر الدائرة الادارية بوسط براقي بالقرب من البلدية المركزية وحديقة براقي. وسيتم إنشاء مقر جديد للدائرة ومحكمة بالقرب من محطة الميترو.

## مراكز السلطات الأمنية
توجد أيضا عدة مراكز شرطة في مختلف أحياء براقي، وتتوفر براقي على فرقتين اقليميتين للدرك الوطني؛ واحدة بحي 2004 مسكن، والأخرى بحي بن طلحة.
يقع مركز الشرطة الرئيسي بطريق الأربعاء بالقرب من مسجد البشير الابراهيمي. ويوجد هناك أيضا مقر فرقة للتدخل السريع (BRI) بالقرب من محطة البنزين ومحطة الميترو ومحطة النقل.

## الجمعيات والافواج الكشفية والمجتمع المدني
تتسم مدينة براقي بحيوية النشاط المجتمعي، حيث تمتلك جمعيات ناشطة في مختلف المجالات فهناك جمعيات رياضية وثقافية وشبابية؛ الاتحاد الرياضي لبراقي (USB)، MRB، جمعية النسيم، مسرح الغد، الايادي الخضراء.
تحتوي أيضا مدينة براقي على عدة أفواج كشفية تتمركز على كل أنحاء براقي تعمل على تكوين وتربية الشباب. من بين الأفواج الكشفية هناك: فوج النجاح في حي دلبوز، فوج الشهيد محمد بلعربي بالقرب من حديقة براقي، فوج النصر بحي 2004 مسكن، فوج مالك بن نبي، فوج الطيب العقبي، فوج محمد عماري بحي بن غازي، فوج الهلال...الخ

## المساجد
تحتوي بلدية براقي على 18 مسجد تتوزع على كل أحياء براقي من أهمها:
- مسجد البشير الإبراهيمي وهو أكبرها ويقع في قلب المدينة، ومسجد الرحمن، بالإضافة لمسجد معاذ بن جبل بحي بن طلحة، ومسجد مالك بن نبي بحي 2004 ومسجد إبراهيم الخليل.
- مسجد بن غازي بالحي العربي القديم وهو أقدم مساجد المنطقة.
- مسجد الشهيد محمد بلعربي الذي كان أثناء فترة الاحتلال الفرنسي كاتدرائية للطائفة الكاثوليكية.
- مسجد الرحمان: يعتبر تحفة معمارية رائعة الجمال وأكبر مسجد بمدينة براقي انطلق مشروع البناء سنة 2002، حيث تبرعت البلدية بقطعة الأرض، وبدأ أعضاء الجمعية بحملة تحسيسية، لحث المواطنين على التبرع لبناء المسجد، مما ساهم في تعاون وتكافل المواطنين في التبرع والسهر على متطلبات المسجدذ، تمت أشغال البناء في ثلاث سنوات، وقدرت قيمة المسجد الإجمالية بـ10ملايير سنتيم، كلها من تبرعات المحسنين، وقد بني مسجد الرحمان ببراقي بطريقة عجيبة، ضرب فيها المواطنون أروع مثال في التعاون والتكافل والتضحية بالمال والجهد والوقت لبناء المسجد، حيث تحول الكثير من الشباب إلى بنائين ومقاولين ومنهم من سمح في أهله وعمله في سبيل التفرغ لبناء المسجد، ومازال المواطنين يتذكرون حادثة جمع التبرعات مباشرة عبر طرق الأبواب، حيث كان البناء بحاجة ماسة لمبلغ 80 مليون سنتيم لتغطية مستحقات العمال، وهذا ما كان فعلا حيث أقدم الإمام على طرق بيوت جميع سكان الحي رفقة أعضاء من جمعية مسجد الرحمان وجمع التبرعات التي ساهمت في بناء مسجد يعتبر تحفة معمرية ومفخرة لجميع سكان براقي، وتجدر الإشارة أن جمعية مسجد الرحمن ببراقي، من بتبرعات تعاون وتكافل المحسنين قد بنت مدرسة قرآنية كبيرة تتربع على مساحة 850 متر مربع.

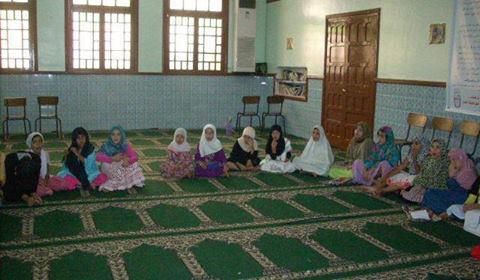
مدرسة الجود والكمال القرانية من الداخل

- مسجد الوفاء بحي 13 هكتار، ويُعرف بـ «مسجد الشيخ حسن».
- مسجد أسامة بن زيد بحي المرجة.
- مسجد مالك بن نبي بحي 2004 مسكن.
- مسجد الأنصار بحي المرجة.
- مسجد معاذ بن جبل بحي بن طلحة.
- مسجد أبو بكر الصديق بحي الميهوب.
- مسجد قباء بحي ديار البركة.
- مسجد عمر بن الخطاب بحي بن غازي.
- مصلى ابراهيم الخليل بحي السبايس

بالنسبة للمدارس القرآنية وتعليم القرآن وأحكام الدين؛ فإنه كل مسجد يحتوي على مدرسة قرآنية خاصة به مفتوحة لكل الناس خاصة الأطفال الصغار وكبار السن من النساء والرجال لمحو الأمية وتعليم الفقه وتحفيظ القرآن، إضافة إلى تقديم دروس الدعم في مختلف المواد الدراسية.

### مسجد ومدرسة القرانية الجود والكمال
- مسجد ومدرسة القرانية الجود والكمال المعروف باسم المسجد الصغير أو مسجد الشيخ بلقاسم الذي إنشاء منتصف الأربعنيات من القرن الماضي

هو وقف لسيدة عجوز صالحة اوقفتها من بيتها وخصصته لبناء مدرسة قرانية ومسجد لأبناء المسلمين لتعلم القرآن والصلاة فيه حيث كانت تسكن بقربها وبجوارها جارة يهودية فتحت بيتها مدرسة لأبناء اليهود لتعلم الديانة اليهودية والثوراة، ففعلت مثلها هاته المراة الصالحة لأبناء المسلمين ومازالت مدرستها ووقفها إلى اليوم ويسكن أحفادها بجوار مسجد ومدرسة الجود والكمال.
وقد تعرض المسجد ومرتاديه لاكثر من عملية ارهابية أثناء العشرية الحمراء.
- تحوي براقي على العديد من المساجد والمصليات الموقوفة من أصحابها صدقة لجميع المسلمين.

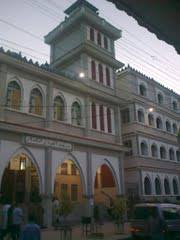
مسجد الجود والكمال وبجواره المدرسة

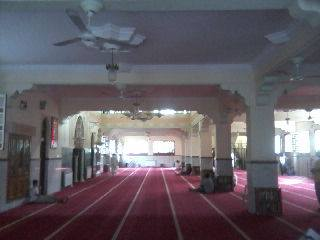
مسجد الجود والكمال من الداخل

## مجزرة بن طلحة 1997
- في ليلة 22-23 سبتمبر 1997 قتل أكثر من 200 مواطن من سكان بن طلحة (كما أعلنت منظمة العفو الدولية) على يد عصابات مسلحة. وتراوح عدد القتلى المبلغ عنهم بين 85 (التقديرات الرسمية الأولية) وأكثر من 400 حسب احصائيات السكان.
- المذبحة

في يوم 22 سبتمبر الساعة 11:30 مساءً، وقعت انفجارات مدوية هزت حي الجيلالي جنوب غرب بن طلحة، وبدأ المهاجمون في التدافع من بساتين البرتقال إلى الجزء الجنوبي الشرقي من الحي. وشرعوا في التحرك بطريقة منظمة من منزل لآخر يذبحون كل رجل وامرأة وطفل يجدونه في المنازل. وبلغت أصوات الصراخ والإنذارات عنان السماء حيث كانت تحوم الهليكوبتر. وكان المهاجمون مسلحون ببنادق آلية وبنادق قنص ومناجل؛ وبعضهم، حسب رواية نصر الله يوس (انظر أسفل)، يرتدون ملابس سوداء قتالية، والبعض الآخر الملابس المميزة للإسلاميين؛ وهي القشابية مع أقنعة بالاكافا ولحى. ولاحظوا أن بعض السكان المحليين كانوا ينادونهم بالاسم. وواصلوا مذبحتهم، فكانوا يضربون الأطفال بعنف في الجدران ويقطعون الأطراف ويضربون الأعناق ويغتصبون النساء ثم يقتلونهن.
في هذه الأثناء، كما ذكرت منظمة العفو الدولية، «قال الناجون إنه في وقت وقوع المذبحة، كانت وحدات من القوى المسلحة بمركبات مدرعة متمركزة خارج القرية وأوقفت بعضًا ممن كانوا يحاولون الهروب من القرية.» وقد أكد هذه الرواية ياسين، أحد الناجين من المذبحة الذي أجرت معه قناة بي بي سي مقابلة - وذكر أنه «بحلول منتصف الليل...ظهرت سيارات الجيش بالقرب من مكان المذبحة، ولكن لم يتدخل الجنود» بالإضافة إلى نصر الله يوس، الذي أضاف أن الجيش منع السكان المحليين من خارج الحي من القدوم لنجدتهم. واستمر القتلة في التوغل في حي الجيلالي يتنقلون من منزل لآخر حتى قرابة الساعة الخامسة صباحًا، عندما غادروا دون أن يعترض سبيلهم أحد.
أعلنت الجماعة الإسلامية المسلحة مسؤوليتها عن هذه المذبحة ومذبحة الرايس في بيان صحفي من لندن في 26 سبتمبر (وفقًا لـوكالة فرانس برس.)
' الجماعة الإسلامية المسلحة "(fr/ Groupe Islamique Armé)" هي كتلة عسكرية منبثقة من الحزب السياسي الجزائري: الجبهة الإسلامية للإنقاذ، كانت وراء العديد من مجازر الحرب، ومثلت الطرف الإرهابي فيها. الجماعة ترفض مبدأ الحوار مع الحكومة الجزائرية. اعتمدت العنف المسلح منذ عام 1992م، وذلك كرد فعل على إلغاء نتائج الدورة الأولى من الانتخابات البرلمانية التي جرت في ديسمبر 1991م في الجزائر، حيث حققت جبهة الإنقاذ الإسلامية انتصارا ساحقا. تستند الجماعة في أدائها إلى فتوى الشيخ عبد الحق العيايدة، مؤسس الجماعة، بتكفير جميع قادة الجزائر دون استثناء وكل من يعمل معهم أو حتى لم يخالفهم. تمارس نشاط يتوزع بين الاغتيال والتفجير.كلاب النار
- يرد اسمها ضمن تقرير وزارة الخارجية الأميركية عن الإرهاب في 27 أبريل 2005 في يوم 13 ماي 1994 تم انضمام الجماعات الإرهابية المسلحة التي كانت تزرع الرعب والدمار والذبح والقتل والسبي والاختطاف والاغتصاب في الجزائر، إلى التنظيم الدموي المسمى ”الجماعة الإسلامية المسلحة”، في محاولة منهم لزيادة ورفع وتيرة الإرهاب والإجرام والدمار وسط الشعب الجزائري، تحت راية ”الجهاد” المزعومة، وهو بريء منهم براءة الذئب من دم يوسف• واستند هؤلاء في أعمالهم التخريبية على فتاوى بعض المتطرفين الإرهابيين من أمثال ”أبو قتادة” المعتقل في سجون بريطانيا، الذي يطالب تنظيم ما يسمى ”الجماعة السلفية للدعوة والقتال” سلطات لندن بإطلاق سراحه

## مواضيع ذات صلة
- تاريخ ولاية الجزائر

## وصلات خارجية
- BARAKI, et Sidi-Moussa environs d'Alger
- BARAKI GALERIE D'APERÇUS
- - Souvenir de Baraki -
- 1er régiment de chasseurs parachutistes [الفرنسية]
- GROUPES D'INFANTERIE DE L'AIR G.I.A 601 et G.I.A 602 : les premiers parachutistes français ... des aviateurs!
- 1er Régiment de Chasseurs Parachutistes